# Tribalistas
(Introduzione di Tribalistas (Arnaldo Antunes, Carlinhos Brown, Marisa Monte) dall'album Tribalistas, 2002)
Tribalistas è un trio musicale composto dai brasiliani Arnaldo Antunes, Carlinhos Brown e Marisa Monte.

## Storia

### L'inizio della collaborazione
Arnaldo Antunes, Carlinhos Brown e Marisa Monte hanno realizzato insieme un solo album, Tribalistas, pubblicato in Brasile nel novembre del 2002 e l'anno successivo nel resto del mondo, facendosi conoscere soprattutto con la hit Já sei namorar, che riscosse un grande successo.
Contemporaneamente, hanno pubblicato anche un DVD contenente il making of delle canzoni contenute nell'album.
Tribalistas fu l'esito, per certi aspetti inevitabile, di una collaborazione che durava da quasi dieci anni nei rispettivi progetti solisti.
Già nel suo primo album del 1989 la cantante Marisa Monte aveva cantato Comida, una cover di un pezzo del gruppo rock paulista Titãs, di cui Arnaldo Antunes era all'epoca cantante e leader.
Negli album successivi Marisa cantò spesso canzoni di Antunes e di Brown. Tra di loro nacque un rapporto non solo professionale, ma anche di amicizia.
Iniziarono a scrivere canzoni insieme, anche se, di norma, a coppie. I tre abitavano in tre città diverse del Brasile: Marisa è di Rio de Janeiro, Arnaldo Antunes è di San Paolo, mentre Carlinhos è un bahiano di Salvador. Per questo era per loro difficile potersi incontrare tutti insieme.
Antunes scrisse diverse canzoni per i dischi della cantante di Rio, a partire da Mais del 1991, che conteneva anche canzoni scritte dall'altro Titãs Nando Reis. L'album contiene anche la hit Beija eu, la prima canzone composta da Marisa con Antunes.
De mais ninguém, di Marisa e Antunes, apparve invece nel terzo disco della cantante, Verde, anil, amarelo, cor-de-rosa e carvão del 1994. Ma in quel disco comparvero anche le prime canzoni di Carlinhos Brown, autore della bellissima Maria de verdade e il successo principale dell'album, Segue o seco.
Nel 1993 Marisa Monte cantò alcune canzoni nel primo album solista di Antunes e nel 1996 Carlinhos fu coautore di O silêncio, la prima traccia del album omonimo del cantante paulista.
Nell'album ...Pense minha cor' dei Timbalada, il gruppo di cui era leader Carlinhos Brown, la title track era una collaborazione tra il percussionista bahiano e Antunes e nello stesso disco era presente una canzone composta da Brown con Marisa Monte. Altra collaborazione di Brown con Marisa fu Seo zé dal primo disco solista del percussionista bahiano, Alfagamabetizado del 1996.
Altre collaborazioni nei rispettivi dischi e apparizioni speciali nei concerti furono normali in tutti gli anni novanta e proseguirono anche dopo. Dal 1998 Marisa Monte si occupò anche di produzione. Iniziò proprio con Omelete Man, il secondo album solista di Carlinhos Brown, nel quale cantò Busy man, la prima canzone composta da tutti e tre ad essere pubblicata.
Altro brano composto da tutti e tre, la prima in un disco di Marisa, fu Não é fácil , in Memórias, crônicas e declarações de amor del 2000 e fu una dei successi principali del pluripremiato disco della cantante carioca. L'anno successivo, nel disco Paradeiro di Antunes, prodotto da Brown con Alê Siqueira, la title track fu composta dai tre amici e fu cantata da Antunes con Marisa.
La formula apparve perfetta, tanto che è durata fino al 2006, anno in cui Marisa Monte pubblicò in simultanea i due album Infinito particular e Universo ao meu redor, composti essenzialmente da brani scritti dai tre amici.

### Il progetto Tribalistas
Nel marzo del 2001 Carlinhos Brown si trovava nella sua Salvador de Bahia per la produzione dell'album Paradeiro di Arnaldo Antunes insieme ad Alê Siqueira. Chiamò Marisa Monte per farla cantare insieme ad Antunes la canzone che dava il titolo al disco (composta dai tre parceiros). La registrazione fu veloce e ai tre amici rimase il tempo di suonare e comporre nuovi pezzi insieme. Dopo una settimana avevano composto una ventina di nuove canzoni.
Non ci fu però il tempo per dare un seguito a tanto lavoro. Marisa era impegnata con il suo tour promozionale dell'album Memórias, crônicas e declarações de amor, dal quale fu tratto in seguito un DVD nel quale comparve come ospite speciale proprio Arnaldo Antunes in un duetto di Paradeiro. Antunes era impegnato con il suo nuovo disco, che uscì a ottobre e Carlinhos era impegnato con i Timbalada.
Rimaneva però il sogno di fare prima o poi un disco insieme con le nuove canzoni composte a Bahia.
Un buco nella fitta agenda di impegni dei tre artisti fu trovata nell'aprile del 2002. Marisa stava terminando la produzione del disco di Argemiro Patrocínio, Artunes era impegnato nella promozione del suo libro Palavra desordem e Carlinhos doveva quanto prima iniziare la registrazione del suo nuovo album dopo aver da poco cambiato etichetta discografica.
L'8 aprile i tre entrarono in studio a Rio de Janeiro. Provarono per due giorni e poi registrarono ininterrottamente per altri 13, una canzone al giorno, tutte provenienti dal gruppo composto a Salvador l'anno prima. Unici musicisti di supporto il polistrumentista Dadi Carvalho e il chitarrista Cézar Mendes, con la partecipazione di Margareth Menezes in una canzone di cui è coautrice.
Tutte le due settimane furono riprese da Guilherme Ramalho e Dora Jobim mediante tre telecamere MiniDV. Il risultato delle riprese fu sorprendente tanto che fu deciso di far uscire un DVD in contemporanea con l'album.
Alla post produzione di Tribalistas si dedicò personalmente Marisa Monte insieme ad Alê Siqueira e Flávio de Souza. Il disco, pronto a giugno, fu fatto uscire dalla Phonomotor di Marisa a novembre per aspettare il completamento del DVD e della sua colonna sonora in Dolby Digital 5.1.
Terminate le registrazione ognuno tornò alle proprie occupazioni. Al disco non fu dedicata nessuna attività promozionale, né tournée. Marisa Monte era incinta e nel dicembre 2002, subito dopo l'uscita di Tribalistas, divenne mamma per la prima volta. Solo nel 2003, a seguito dell'enorme successo estivo di Já sei namorar, i tre Tribalistas si ritrovarono per qualche esibizione televisiva all'estero, come quella al Festivalbar 2003 a Verona.
Tribalistas ricevette 5 nomination nel corso de Latin Grammy Awards del 2003, vincendo il premio come miglior album pop brasiliano.
Nel 2017 il trio ha registrato e pubblicato un secondo album, sempre con il titolo Tribalistas, composto da dieci brani inediti, seguito nell'anno successivo dal loro primo tour (come gruppo Tribalistas).

### Il tribalismo
(Carlinhos Brown)
Il nome Tribalistas fu scelto come tentativo di sintesi dell'esperienza e del rapporto tra i tre parceiros, per sottolinearne l'idea di gruppo. Nel nome riecheggia il numero tre, come tre sono le singole anime, diverse per mille ragioni (geografiche, culturali e sociali), ma complementari, dei tre artisti che compongono il "supergruppo". Riecheggiano anche i termini tribù e tribale, quasi a definire la peculiarità del loro rapporto. Infine, riecheggia il tropicalismo di Gilberto Gil e Caetano Veloso, come se il "tribalismo" fosse nato con l'idea di creare un nuovo movimento musicale o, per lo meno, come omaggio al più illustre e famoso predecessore.
(Marisa Monte)
Più volte i tre Tribalistas hanno affermato che non ci sarebbe stato un seguito al progetto. La collaborazione però è continuata anche senza il marchio collettivo, all'interno dei lavori solisti dei tre, come dimostrano gli album del 2006 di Marisa Monte, per molti aspetti i veri eredi di Tribalistas.
(Tribalistas (Arnaldo antunes, Carlinhos Brown, Marisa Monte) dall'album Tribalistas, 2002)

### Nuovo disco, tour e disco dal vivo
Nel 2017 esce il secondo disco della formazione, che prende il nome, come il primo, dal trio stesso. Tribalistas presenta dieci nuovi pezzi. In promozione del disco, la formazione intraprende nel biennio 2018/2019 un tour mondiale che comprende anche due tappe italiane, a Milano e a Roma.
Dalla data del 18 agosto 2018 a San Paolo viene tratto un disco dal vivo pubblicato il 15 marzo 2019.
Nel 2019 i Tribalistas annunciano una nuova sospensione dell'attività.

## Formazione
- Marisa Monte: voce, chitarra, tastiere, cavaquinho.
- Arnaldo Antunes: voce.
- Carlinhos Brown: voce, percussioni, basso.

## Discografia

### Album in studio
- 2002 - Tribalistas
- 2017 - Tribalistas

### Album dal vivo
- 2019 - Tribalistas Ao Vivo

### Singoli
- 2002 - Já sei namorar
- 2003 - Velha infância
- 2003 - Passe em Casa
- 2003 - É você
- 2017 - Aliança
- 2017 - Diáspora
- 2017 - Um Só
- 2017 - Fora da Memória

### Video
- 2002 - Tribalistas
- 2017 - Tribalistas